# Scaphoideus jannus
Scaphoideus jannus är en insektsart som beskrevs av Barnett 1977. Scaphoideus jannus ingår i släktet Scaphoideus och familjen dvärgstritar. Inga underarter finns listade i Catalogue of Life.